# Мой американский дядюшка
«Мой америка́нский дя́дюшка» (фр. Mon oncle d'Amérique) — кинофильм режиссёра Алена Рене, вышедший на экраны в 1980 году.

## Сюжет
Сюжет построен на идеях французского учёного-медика и философа Анри Лабори (англ.), который сам озвучивает их в фильме. Три человеческие судьбы призваны проиллюстрировать идеи Лабори о связи человеческой психологии и общества: бывший крестьянин Рене, ставший одним из руководителей на текстильном предприятии; Жанина, оставившая свою рабочую семью, чтобы стать актрисой; и Жан, успешный политик и писатель, происходящий из буржуазной семьи. Этим трём персонажам сопоставлены три их любимых кинематографических типажа: Жан Габен (Рене Рагно), Жан Маре (Жан Легаль) и Даниэль Дарьё (Жанина Гарнье).

## В ролях
- Жерар Депардьё — Рене Рагно
- Николь Гарсиа — Жанина Гарнье
- Роже Пьер — Жан Легаль
- Нелли Борго — Арлетта Легаль
- Пьер Ардити — Замбо
- Жерар Дарье — Леон Веестрат
- Филипп Лоденбак — Мишель Обер
- Мари Дюбуа — Тереза Рагно
- Анри Лабори — в роли себя самого

## Прокат
Фильм вышел в прокат во Франции 21 мая 1980 года, в Швеции — 29 ноября 1980 года, в США — 17 декабря 1980 года, в Аргентине — 19 февраля 1981 года, в Австралии — 9 июля 1981 года.

## Награды и номинации
- 1980 — Гран-при жюри и приз ФИПРЕССИ (оба — Ален Рене) на Каннском кинофестивале.
- 1981 — номинация на премию «Оскар» за лучший оригинальный сценарий (Жан Грюо).
- 1981 — 6 номинаций на премию «Сезар»: лучший фильм (Ален Рене), лучший режиссёр (Ален Рене), лучший сценарий (Жан Грюо), лучшая актриса (Николь Гарсия), лучшая операторская работа (Саша Верни), лучшая работа художника (Жак Солнье).
- 1981 — премия «Давид ди Донателло» за лучший зарубежный сценарий (Жан Грюо).